# Santiago de Méndez
Santiago de Méndez ist eine Ortschaft und die einzige Parroquia urbana im Kanton Santiago der ecuadorianischen Provinz Morona Santiago. Die Parroquia besitzt eine Fläche von 300,2 km². Beim Zensus 2010 betrug die Einwohnerzahl der Parroquia 3008. Davon lebten 2277 Einwohner im Hauptort.

## Lage
Die Parroquia Santiago de Méndez liegt an der Ostflanke der Cordillera Real. Im Westen reicht das Areal bis zum Hauptkamm der Cordillera Real. Der Río Paute fließt entlang der südwestlichen und südlichen Verwaltungsgrenze in Richtung Ostsüdost und trifft im äußersten Südosten der Parroquia auf den Río Upano. Die Längsausdehnung in NW-SO-Richtung beträgt etwa 35 km. Der etwa 485 m hoch gelegene Hauptort befindet sich am linken Flussufer des Río Paute an der Fernstraße E40 (Cuenca–San José de Morona). Santiago de Méndez befindet sich 50 km südsüdwestlich der Provinzhauptstadt Macas. 3 km südöstlich von Santiago de Méndez kreuzen sich die Fernstraßen E40 und E45 (Macas–Zamora).
Die Parroquia Santiago de Méndez grenzt im Norden an die Parroquia Asunción (Kanton Sucúa), im Osten an die Parroquia Tayuza, im äußersten Südosten an die Parroquias Patuca und San Luis del Acho, im Südwesten an die Parroquias Chupianza und Morona Santiago, im Westen an die Provinz Azuay mit der Parroquia Amaluza sowie im Nordwesten an die Provinz Chimborazo mit der Parroquia Achupallas.

## Geschichte
1942 wurde der Kanton Santiago eingerichtet und Santiago de Méndez wurde eine Parroquia urbana und Sitz der Kantonsverwaltung.